# Museo civico Raffaele Marrocco
Il museo civico Raffaele Marrocco è un museo di Piedimonte Matese in provincia di Caserta.

## Il museo
Il complesso conventuale domenicano dove ha sede il museo fu fondato negli ultimi anni del XIV secolo ai piedi del borgo di San Giovanni. La struttura fu inserita nei pressi del tessuto urbano in ottemperanza alle intenzioni dell'ordine di essere partecipe alla vita cittadina: due bolle papali di Bonifacio IX databili tra il 1389 e il 1404, testimoniano l'interesse di far approdare nel territorio pedemontano l'ordine di san Domenico di Guzmán.
Il convento e la chiesa furono edificati tra il 1394 e il 1414 per iniziativa di Sveva Sanseverino, moglie di Giacomo II Caetani dell'Aquila e signora di Piedimonte, pronipote di san Tommaso d'Aquino, santo al quale essi furono intitolati.
Nel 1414 il convento e la chiesa furono affidati all'ordine dei domenicani che vi rimasero fino al 1809, anno in cui il monastero fu soppresso. Successivamente il convento fu adibito a sottintendenza borbonica e, poi, a sottoprefettura del Regno d'Italia. Nel 1905 fu destinato a edificio scolastico e ulteriormente ampliato una ventina di anni più tardi.
A partire dai primi anni del Novecento, un ampio settore del complesso conventuale ospita il civico Museo Alifano, oggi ribattezzato Museo Civico "Raffaele Marrocco" in onore del suo fondatore. Marrocco, che è morto nel 1949, fu un protagonista della vita culturale della sua città per tutta la prima metà del Novecento. Dipendente comunale, giornalista e scrittore di storia locale, mise la sua passione e la sua cultura classica al servizio dell'archeologia per quasi un quarantennio. Nel 1912 fu nominato regio ispettore onorario dei monumenti e scavi di Piedimonte e dal 1913 fu direttore del civico museo campano-sannita che solo nel 1926 assunse il nome di museo Alifano. Incrementò notevolmente la collezione archeologica comunale, custodita nel museo da lui fondato, grazie ad acquisti e donazioni. La collezione crebbe a tal punto che l'originaria ma angusta sede del museo, in via Ercole d'Agnese, venne ben presto abbandonata; esso fu trasferito negli ampi locali dell'ex convento del Santissimo Salvatore, dove rimase fino al 1927, anno in cui fu trasferito nell'attuale sede.
Nel 1953 il museo fu arricchito da una nuova sala lapidaria e dalla Bibliotheca Scriptorum loci dove furono raccolti i libri scritti dagli autori locali.
Per alcuni decenni, tuttavia, il museo civico è rimasto chiuso ed inaccessibile alla cittadinanza; inoltre i reperti in esso custoditi furono trasferiti nel Museo Archeologico di Napoli. Questo fino al 16 giugno 2013 quando è stato nuovamente inaugurato. Nel 2014 è sede di una mostra archeologica sui sanniti, denominata Gens fortissima Italiae, e dell'antica mostra al primo piano relativa al periodo che va dal Risorgimento alla seconda guerra mondiale, voluta fortemente dal suo fondatore, Raffaele Marrocco.

## Il chiostro maggiore
Il chiostro maggiore è arricchito da affreschi datati tra il XVI e il XVII secolo. Sono presenti figurazioni ad affresco definite tecnicamente grottesche. Si tratta di un genere pittorico in voga nel corso del tardo Rinascimento, ispirato agli ornamenti degli edifici dell'antica Roma, riscoperti proprio in quegli anni. Le grottesche consistono nella combinazione di figure umane, animali, fantastiche o mostruose, che si intrecciano a motivi vegetali e forme geometriche, generando soggetti complessi e di difficile interpretazione che appartengono, in genere, alla sfera mitologica e allegorica.
Il chiostro, con la consueta struttura quasi quadrata, è scandito da 21 pilastri in muratura con copertura a crociera, sorretta da semplici e nudi pilastri, sormontati da archi gotici acuti, nelle cui vele sono state riportate alla luce nel 2008, dopo un restauro, ricche decorazioni ad affresco ritoccate a tempera. Si tratta di un complesso di opere d'arte valutabile all'incirca in 600 m² e composte da paesaggi, allegorie e decorazioni a grottesche.
Lungo le pareti si snodano, invece, le raffigurazioni agiografiche dove sono rappresentati soprattutto scorci della vita domenicana.

### Braccio nord-ovest
Il braccio di nord-ovest è quello al quale si accede dall'ingresso del museo. Sul lato sinistro sono rappresentati i 12 segni zodiacali, fatta eccezione per il segno dell'Acquario ormai non più visibile, divisi in base alle stagioni di appartenenza che, a loro volta, sono personificate da immagini. Sulla destra sono presenti, invece, le allegorie dell'Aria, dell'Acqua e del Fuoco. una quarta figura rappresenta una giovane con calzari dorati e un piccolo gonnellino.

### Braccio nord-est
Percorrendo il portico lungo il lato nord-est è possibile ammirare la raffigurazione di un cavallo baio colto al galoppo, una sorta di mappamondo e altri due oggetti di non chiara lettura. Proseguendo, in una cornice ovale viene ritratta una figura femminile seduta, che ha una lancia o un pugnale conficcato nel collo; per questo particolare attributo iconografico è stata identificata con Santa Lucia, martire morta a Siracusa tramite un pugnale per mano dell'uomo a cui era stata promessa sposa, ma che aveva rifiutato. Sulla parete nord-est è riconoscibile la scena di una famosa battaglia, quella di Lepanto avvenuta nel 1571. L'importanza della rappresentazione non risiede solo nella bellezza dell'affresco, ma nella possibilità di avere una datazione certa per gli affreschi. Essendo stata rappresentata tale battaglia, gli affreschi non possono risalire ad un periodo precedente al 1571.

### Braccio sud-est
Il braccio sud-est che, parzialmente tompagnato dall'abside della chiesa attigua, appare contraddistinto, su entrambi i lati, solamente da elementi decorativi. Negli spicchi della prima volta sono presenti mascheroni a mezza luna separati da alti incensieri. Unico rimando simbolico è dato dagli strumenti collocati nella parte alta della decorazione, ossia pennelli, squadre e tavolozze coi colori che richiamano l'arte del dipingere. Di seguito sono presenti due sfingi rappresentate di profilo. Gli spicchi successivi sono decorati invece da motivi vegetali, ghirlande, volute e uccellini.
Infine si giunge al lato sud-ovest caratterizzato, in particolar modo, da rappresentazioni allegoriche e da personaggi biblici. Sulla destra è possibile ammirare una figura, probabilmente di donna, che regge con una mano un calice da cui esce un'ostia e, con l'altra, una lunga croce. Si potrebbe trattare dell'allegoria della Fede o della Religione. Proseguendo si incontra una seconda immagine femminile, ricoperta da una tunica gialla, che regge in una mano una corona e nell'altra un bastone decorato. Si suppone che si tratti dell'allegoria della Sovranità o, più probabilmente, di Talia, musa della poesia idilliaca e della commedia. Sulla sinistra, nella stessa volta, si trova una seconda figura femminile con una tromba a tubo dritto, ipoteticamente un'altra musa.

### Braccio sud-ovest
Lungo il braccio sud-ovest è rappresentato, sulla destra, un giovane uomo che regge in mano una testa mozzata e nell'altra una scimitarra. Secondo l'iconografia si tratta di Davide con la testa mozza di Golia. Sulla lato sinistro, invece, vi è una raffigurazione simile, sempre in ambito biblico, che vede Giuditta con in mano la testa di Oloferne.
Nell'ultimo settore si trovano le allegorie delle virtù cardinali. Sulla destra è presente la Giustizia, con la spada, segno del suo potere, e la bilancia che indica la sua imparzialità. Sulla sinistra, invece, è visibile la Prudenza, posta su una sfera azzurra ai cui lati sono appoggiati elefanti grifi. La donna regge uno specchio, che allude alla capacità di non lasciarsi sedurre dalle apparenze fugaci, ed un serpente che richiama il passo dell'evangelista Matteo in cui dice “…siate dunque prudenti come i serpenti”.
Proseguendo nell'ultima volta sono presenti le allegorie della Temperanza e della Fortezza. La prima regge tra le mani due anfore che alludono alla capacità di mitigare le forze. La seconda regge una colonna spezzata indice della forza.

## Epigrafi
All'interno del museo sono presenti diverse epigrafi di epoca romana rinvenute tra la città di Alife e quella di Telesia.
L'epigrafia è la scienza che studia le iscrizioni incise su materiale durevole, come ad esempio pietra, marmo, gemme e metalli; tale scienza cerca di capire ed interpretare il testo delle iscrizioni e di porle in un determinato contesto storico. È possibile individuare la datazione esatta di ciascuna epigrafe prendendo come riferimento il carattere, la forma dei segni divisori, la presenza dei consoli eletti in quel determinato anno, l'imperatore in carica e così via. L'epigrafe permette di ricostruire tasselli importanti della storia antica.
Talvolta alcune epigrafi risultano mutile, vale a dire che una parte del testo è mancante; a causa di queste lacune risulta spesso impossibile o quanto meno difficile risalire al personaggio citato o alla datazione esatta dell'iscrizione; in altri casi invece è comunque possibile ricostruire in maniera precisa il contesto storico.
Esistono vari tipi di epigrafi, tra queste le più comuni sono quelle funerarie o sepulcrares. Tali iscrizioni riportano generalmente il nome del defunto, il suo patronimico, indispensabile per l'identificazione del personaggio, la data della sua morte e talvolta è presente anche l'età. In questo genere di epigrafe si trova solitamente la formula D.M., ossia Dis Manibus, posta prima dell'iscrizione e che letteralmente significa agli dei mani, divinità dell'oltretomba. Un esempio di epigrafe funeraria contenuta all'interno del museo è quella rivolta a Titia Felicitas da parte del marito Seppius Fortunatus. Il testo è integro ad esclusione della prima riga, compromessa da una sfaldatura superficiale. La scrittura è una capitale epigrafica ben rifinita e dal modulo costante; è da datarsi intorno al I secolo.
Oltre alle epigrafi sepolcrali esistono anche quelle sacre, quelle di confine dette terminales, le instrumenta, le iscrizioni giuridiche, quelle relative alle opere pubbliche e quelle commemorative, come ad esempio l'epigrafe dedicata al senatore Fabius Maximus che aveva fatto ricostruire le terme di Ercole, probabilmente site nelle campagne limitrofe alla città di Alife.
I romani erano soliti mettere per iscritto ogni cosa che avesse un valore. Tale usanza continuò anche nei secoli successivi, in particolar modo nel periodo medievale. Spesso le epigrafi non più in uso erano impiegate come materiale da riutilizzo: in alcuni casi erano incise nuove iscrizioni nella parte retrostante alla precedente, altre volte, invece, adoperate nella pavimentazione e in altre parti delle strutture degli edifici.

## Mostra archeologica
Accedendo al chiostro minore, arricchito da manufatti antichi e caratterizzato dalle grotte sul lato destro, è possibile accedere alla mostra archeologica sui sanniti inaugurata il 16 giugno del 2013. La mostra, intitolata “Gens fortissima Italiae: i sanniti nel territorio di Piedimonte Matese”, offre un'ampia gamma di reperti rinvenuti in gran parte durante gli scavi sul monte Cila.
Le prime fasi del popolamento umano, attestato finora nell'odierno territorio della città di Piedimonte Matese, risalgono al neolitico (VI-IV millennio a.C.). Meglio documentato risulta invece l'eneolitico (IV-III millennio a.C.), molti reperti, poi, indicano una forte attività manifatturiera anche nell'età del bronzo e in quella del ferro.
A partire dall'età del ferro (IX-VIII sec. a.C.) queste zone furono popolate da genti che, grazie alle fonti antiche, sono state identificate come i sanniti pentri. Forse già intorno alla fine del IV secolo a.C. le genti qui stanziate entrarono nella cittadinanza romana senza diritto di voto (civitas sine suffragio).
I reperti, contenuti all'interno della mostra, provengono principalmente dalle necropoli; le indicazioni più significative relative a questi contesti del territorio di Piedimonte Matese, riguardano in particolar modo il monte Cila dal quale provengono numerosi reperti, presumibilmente riferibili a sepolture databili tra il VII e il IV-III secolo a.C. Le tombe sono di tipo a fossa, spesso con copertura in pietra. Al loro interno sono stati rinvenuti arredi funerari e monili di varia natura. Nelle sepolture femminili sono stati ritrovati gioielli in bronzo, tra cui bracciali e collane di ottima manifattura; interessante il rinvenimento delle cosiddette fibule, ossia le spille che le donne sannite utilizzavano per sostenere il peplo, la classica tunica avvolta intorno al corpo. Il corredo funerario maschile, invece, è costituito soprattutto da armi e armature. I sanniti, come riportano anche le fonti antiche, erano un popolo di guerrieri: il corredo bellico comprende punte di spade, cinturoni e fibbie in bronzo.
La collezione offre un gran numero di vasi e contenitori neri a figure rosse che ricordano le tecniche di lavorazione greca. Le raffigurazioni sono di tipo conviviale e ritraggono personaggi sanniti nella loro quotidianità. Notevole la presenza di statuette fittili votive rinvenute nelle necropoli, che ritraggono divinità, e la riproduzioni di parti anatomiche, anch'esse legate al culto.

## Il corridore del monte Cila
Il fulcro della mostra è costituito da una statuetta di bronzo oggi denominata corridore del monte Cila. La statuina, alta poco più di 11 cm fu scoperta alla fine del 1927, nel corso di lavori agricoli condotti nel fondo Fantini; questo era ubicato alle estreme pendici del monte Cila. Marrocco acquisì la statuina, dando pronta comunicazione del ritrovamento ad Amedeo Maiuri, regio soprintendente alle antichità della Campania e del Molise. Questi mostrò subito interesse al reperto e, sulla base delle indicazioni e delle intuizioni di Marrocco, ne diede una rapida pubblicazione scientifica nel 1929. Quello stesso anno il Corridore fu acquisito dal Museo Archeologico Nazionale di Napoli, in considerazione del carattere di particolare interesse sia artistico sia anche storico che questo rivestiva.
La statuetta ritrae un giovane completamente nudo, in atto di avanzare, con il braccio destro sollevato in alto a sorreggere un cinturone e con l'altro piegato ad angolo retto, con la mano aperta, poggiata sul corrispondente fianco. Il cinturone, chiuso da un solo gancio, costituisce una miniaturistica versione del tipo a fascia rettangolare, in lamina di bronzo, comunemente definito “sannitico”. In esso va riconosciuta una statuina votiva, dedicata in uno dei luoghi di culto o dei santuari, forse di Ercole, presenti sul monte Cila o nelle immediate vicinanze.
È probabile che il bronzetto sia il prodotto di un'officina locale, campano-sannitica che si rifà anche a modelli magno-greci e sicelioti.
La statuina è databile attorno al 460 a.C.; l'immagine del Corridore è sostanzialmente priva di espliciti confronti nell'ambito del vasto panorama della coeva produzione artistica italica. La nudità del giovane e il cinturone sollevato, inducono a pensare ad un contesto di tipo agonale o iniziatico. Il gesto immortalato suggerisce probabilmente la gratitudine verso la divinità che lo aveva sostenuto nella prova.

## Il primo piano
Al primo piano è sita la collezione civica nella quale sono presenti reperti relativi al periodo Risorgimentale e alle due guerre mondiali. La mostra, di carattere eterogeneo, ospita oggetti di materiali diversi (ceramiche, armi, arredi liturgici, ed altro) frutto di donazioni di famiglie ed enti locali.
La sala mantiene tuttora la struttura voluta originariamente dal fondatore del museo, Raffaele Marrocco; le stesse teche presenti al suo interno sono quelle originali dell'inizio del Novecento. Una parte degli oggetti presenti all'interno della mostra necessita di approfondimento scientifico.

## Le bambole
Le bambole raffigurano i costumi tipici di alcuni paesi del Matese. Esse furono commissionate dallo stesso Raffaele Marrocco intorno al 1930.
L'altezza media delle bambole è di 55 cm; sono state tutte realizzate in panno con vesti confezionati in materiali diversi. Secondo il Marrocco, i costumi popolari della zona matesina non differiscono sostanzialmente da quelli del napoletano per ciò che concerne gli elementi di base, fatta eccezione per il taglio e il colore, che per alcuni è più sgargiante, mentre per altri è più scuro.
Tutte le bambole sono abbigliate secondo il costume tradizionale quotidiano: a differenza delle altre, la bambola di Letino indossa l'abito tradizionale della vedova.
La datazione dei costumi sembra più o meno certa per Valle Agricola (1600) e Gallo Matese (1658). Tuttavia, data l'evidente somiglianza tipologica, riscontrabile anche attraverso i nomi tradizionali dei singoli indumenti, i costumi dovrebbero risalire al XVII secolo.
La realizzazione delle bambole è avvenuta in epoca moderna e i costumi non sono riprodotti fedelmente: per questo motivo, l'attribuzione risulta ancora incerta e in attesa di ulteriori approfondimenti.

## La bandiera legionaria del Matese
La bandiera della Legione del Matese fu donata alla città di Piedimonte Matese nel corso delle commemorazioni patriottiche del 26 settembre 1909.

## Armi (vetrina piccola)
Sono presenti delle spalline con ghiera dell'esercito borbonico, scarsella dei Carabinieri, una fondina per pistola, borracce e una cartucciera a nastro composta da 20 bossoli vuoti e 3 con proiettili non esplosi; ci sono anche un mirino telescopico per fucile e un pendolo da cucù del 1800.

## Armi (vetrina grande)
Grande varietà di armi databili tra la prima e la seconda guerra mondiale.
Nella vetrina principale sono presenti fucili ad avancarica a doppia canna a percussione, una palla di cannone, borracce, baionette e proiettili di diverse dimensioni; sono esposte inoltre granate e diverse tipologie di sciabole: quelle da ufficiale della guardia nazionale, da ufficiale borbonico e una sciabola databile al XVIII secolo appartenuta al Governatore di Piedimonte nel 1793.

## Armi (saletta laterale)
Nelle vetrine poste nella terza saletta a partire dall'entrata, sono presenti fucili ad avancarica a canna singola e sistema di azionamento a percussione. Ci sono inoltre rivoltelle a cilindro antecedenti al 1890 e baionette a ghiera o del tipo “Vaubaun” inventate nel XVIII secolo da un ingegnere militare di nome Sébastien Le Prestre de Vauban che, sostituendo il precedente modello che veniva inserito direttamente all'interno del moschetto, rivoluzionò quest'arma, collegando la lama ad un elemento metallico ad “L”, terminante con un manicotto. Nelle vetrine è visibile anche una pistola ad avancarica e una baionetta pugnale “Ersats” con elsa a crociera ondulata, per fucile e moschetto Ts modello 1891, detta anche “baionetta di emergenza”.

## Ceramiche
Nella sezione dedicata alle ceramiche sono presenti piatti finemente decorati, giare, fiasche di diversa provenienza, catini, zuppiere e vassoi. Tra essi sono visibili diversi manufatti di Cerreto Sannita, riconoscibili per i colori sgargianti e per la perfetta tecnica decorativa. Una serie di tondi, datati al XVIII secolo, provengono invece dai Castelli d'Abruzzo.
Sono presenti diversi albarelli, vale a dire dei recipienti usati nelle antiche farmacie per contenere spezie, prodotti erboristici o preparati medicinali come unguenti, polveri ed elettuari. Molto diffusi in Italia nel periodo medievale e rinascimentale, gli albarelli erano decorati con motivi fitomorfi e floreali, oppure con motivi a fascia: alcuni di essi presentano raffigurazioni a soggetto religioso, altri profano.

## Scarabattola
La scarabattola è generalmente un'edicola che espone immagini e oggetti sacri; nel XVIII secolo le scarabattole erano di gran moda negli ambienti aristocratici e ornavano le case dei napoletani.
Nella teca in legno è rappresentata una Natività su sfondo dipinto. Oltre alla Sacra Famiglia, posta al centro, si trovano due pastori, tre angeli e nove puttini, elemento tipico della scarabattola settecentesca, e cinque contadini, di cui tre donne e due uomini. I due personaggi posti in primo piano sono di dimensioni molto ridotte, probabilmente per dare profondità all'opera. Tutti i personaggi sono abbigliati secondo lo stile dell'epoca. Di grande impatto è “l'affollamento” di personaggi che rende l'opera singolare, considerando anche la quantità di angeli e puttini sul lato superiore. Non facilmente visibile, dietro ai contadini posti ai lati, è presente un bue, elemento importante nella rappresentazione della natività; ciò potrebbe significare che alcuni personaggi siano stati aggiunti nella scena in un secondo momento.
L'opera viene datata al XVIII secolo. La sua attribuzione è incerta, sebbene i due pastori siano stati ricondotti a Giuseppe Sanmartino, scultore celebre per il “Cristo velato” e attivo anche come figulinaio per presepi; alcune sue opere, infatti, sono esposte al Museo di San Martino a Napoli.

## Pinacoteca
La pinacoteca della collezione Marrocco conserva opere a soggetto sacro e profano; in attesa di compiere uno studio approfondito sui dipinti, l'esposizione delle opere rispetta l'ordine e l'interpretazione attribuiti in passato.
Le prime due sale conservano dipinti di carattere sacro come il ‘'Pianto della Madonna'’, il ‘'San Pasquale Baylon'’, la ‘'Maddalena penitente'’, '‘Natività'’ e ‘'San Sebastiano'’. L'ultima sala ospita il ‘'Paesaggio'’ e la ‘'Natura morta'’; infine è presente anche il ‘'Ritratto di Beniamino Caso'’ patriota e politico italiano, che visse tra San Gregorio Matese e Piedimonte Matese tra il 1824 e il 1883.
Interessante è il caso della crocifissione di Gesù presente nella prima sala sulla destra. Durante il restauro è stato possibile notare il cosiddetto ripensamento dell'artista, facendo attenzione, infatti, si possono intravedere, sul braccio destro della Madonna, due mani; con ogni probabilità l'artista, rendendosi conto dell'asimmetria della figura, decise di ricoprire la mano con la pittura e di riproporzionare le dimensioni.
Nella pinacoteca è presente anche una portantina in legno. Lo stemma sul fianco fa ipotizzare che appartenesse alla sfera ecclesiastica. Su di essa non ci sono ulteriori informazioni.
Una piccola pinacoteca costituita da opere di varia provenienza ma con un unico massimo denominatore: appartenere al MuCiRaMa.
Tornando indietro è possibile ammirare le ultime due sale della mostra.

## Busti
All'interno della mostra al primo piano sono presenti cinque busti raffiguranti personaggi noti del territorio.
All'ingresso è possibile ammirare il busto in marmo del conte Alfredo Gaetani d'Aragona. Esso fu donato al museo dalla famiglia del conte che voleva lasciare eterno ricordo dell'antenato. Ricordato soprattutto per il suo bell'aspetto e per il suo valore militare, esso rappresenta la forza e la nobiltà d'animo della famiglia che un tempo abitava il palazzo ducale che sovrasta tuttora Piedimonte Matese.
Nella seconda sala sono esposti, invece, gli ultimi due sovrani borbonici: Francesco II di Borbone e Maria Sofia di Baviera. Il primo viene considerato da molti storici un re non particolarmente valoroso e causa della caduta del Regno delle Due Sicilie; i Savoia lo ribattezzarono addirittura Re-Lasagna per sottolineare la sua incapacità e la sua fragilità. Recentemente, però, la sua figura è stata enormemente rivalutata. Francesco II ebbe infatti una perfetta educazione quale erede al trono di Napoli: egli conosceva diverse lingue ed era un diplomatico di grande carisma. Il destino tuttavia lo volle come ultimo sovrano di un grande regno.
Maria Sofia di Baviera, invece, fu una regina molto amata; sorella della celebre Sissi, si distinse per la sua grande forza e per la sua temerarietà. Nei momenti di maggiore pericolo decise di non abbandonare il suo popolo e in più di un'occasione vestì i panni di crocerossina per curare gli infermi. Fino alla fina rimase accanto al suo popolo durante l'assedio di Gaeta (1860-1861).
Nella terza sala sono presenti due busti raffiguranti personalità di prestigio della zona: Ercole d'Agnese e Alessandro Vessella. Il primo è un noto personaggio piedimontese a cui è stata dedicata l'omonima piazza presso il museo. Rivoluzionario cercò di sovvertire il potere accanto ai giacobini francesi; pagò il suo gesto con la vita. Il secondo, invece, è un importante musicista alifano. Ebbe grandi meriti, tra questi fu direttore della banda comunale di Roma e col tempo fece conoscere agli italiani grandi compositori quali Wagner e Beethoven che fino a quel momento erano totalmente sconosciuti. Un suo busto si trova ancora oggi nella piazza di Alife.

## Arredi e paramenti sacri
Nella teca è esposta una piccola collezione di paramenti sacri utilizzati durante la liturgia. A causa della mancanza di informazioni non è possibile attestare con certezza la provenienza e il luogo di produzione dei vari manufatti. Alcuni studiosi hanno ipotizzato che probabilmente furono adoperati in passato nella Cappella del Rosario ubicata nel chiostro maggiore dell'edificio.
Nella grande teca centrale, invece, sono esposti una serie di oggetti liturgici di cui non si possiedono informazioni certe.
Da destra verso sinistra sono presenti la statua di Cristo Risorto in legno decorato; un incensiere a catena (o turibolo); un porta incenso (o navicella); un rosario con grani in legno; un crocifisso in legno, madreperla e metallo; un crocifisso da altare in metallo; candelabri in metallo; una cappa in seta; un arredo liturgico non identificato, probabilmente un coprileggio in seta; alcuni libri tra cui un Antifonario, libro di grandi dimensioni contenente le antifone della liturgia cattolica con le note per il canto corale o Graduale; infine due busti in legno non identificati.

## Medaglie celebrative
Nella vetrina sono presenti alcune medaglie celebrative. Una di esse risulta essere la riproduzione della medaglia celebrativa per l'inaugurazione del primo telegrafo del Regno delle Due Sicilie datato al 1852. Essa collegava le città di Napoli, Caserta, Capua e Gaeta. Sul recto vi è il ritratto di Ferdinando II di Borbone, re delle due Sicilie, mentre sul verso, tra fronde di quercia e di alloro, legati in basso da un nastro, un'iscrizione descrive l'eccezionale evento. L'autore, Luigi Arnaud, era un incisore, litografo e medaglista. Fu professore presso la Scuola Tecnica di Napoli ed eseguì medaglie per diversi eventi ufficiali.
Un'altra medaglia riproduce, invece, il ritratto del letterato e scienziato Antonio Stoppiani. Egli nacque a Lecco il 15 agosto 1824, compì gli studi in seminario e dal 1848 fu anche sacerdote. Ebbe idee liberali, propugnò, infatti, la necessità di porre fine al dissidio tra Stato e Chiesa. Partecipò alla prima guerra d'indipendenza in prima persona ed alla terza tramite la Croce Rossa. Nel 1883 Antonio Stoppani assunse la direzione del Museo civico di storia naturale, alla cui nascita aveva contribuito, circa vent'anni prima. Era considerato ormai la massima autorità in materia, infatti l'anno successivo fu chiamato alla presidenza della Società geologica italiana, la prima istituzione italiana in materia di scienza della terra, nata nel 1881.

## Pergamene
La collezione è arricchita da pergamene e manoscritti custoditi nella nutrita collezione civica di Piedimonte Matese: esse furono studiate da Dante Marrocco, figlio del fondatore del museo, a partire dal 1948, anno in cui succedette al padre nella gestione del museo stesso. Questi documenti attestano uno spaccato sociale dell'area del Sannio alifano nel corso del tempo. La maggior parte delle pergamene e dei manoscritti furono donati da privati cittadini e riguardano la carica dei Sanframondi, nobile stirpe normanna che dominò per un secolo il Matese orientale. Tra essi è presente il Privilegio dell'imperatore di Carlo VI d'Asburgo, redatto a Vienna il 24 dicembre 1730; è costituito da 16 pagine di pergamena, unite da un nastro di seta gialla, recante il sigillo dell'imperatore: esso rappresenta il documento ufficiale con cui si eleva a città la Terra di Piedimonte.
Vi è inoltre il diploma del conte de Harrach datato al 17 agosto 1731; è costituito da 12 pagine pergamenate unite con nastro di seta gialla e promulga il privilegio di Carlo VI.